# 王麟 (1967年)
王麟（1967年2月—），男，汉族，安徽亳州人，中华人民共和国政治人物，二级大检察官。现任四川省人民检察院党组书记、检察长。